# Bataille sans merci
Pour plus de détails, voir Fiche technique et Distribution.
Bataille sans merci (Gun Fury) est un western américain tourné en relief (3-D) par Raoul Walsh, sorti en 1953.

## Synopsis
Quelques années après la guerre de Sécession, en Arizona, Jennifer Ballard voyage de la Géorgie à la Californie à bord d'une diligence dans le but de retrouver son fiancé Ben Warren. Parmi les voyageurs, se trouvent un certain Hamilton, en fait le célèbre hors-la-loi Frank Slayton, un ex-Confédéré, et son complice Jess Burgess. La voiture est escortée par des soldats car elle transporte aussi la solde. Ils s'arrêtent pour la nuit dans une petite ville, l'escorte se rendant au fort voisin pour être remplacée. Ben, impatient de retrouver sa fiancée, est déjà là. Slayton, attiré par Jennifer, est ennuyé par l'arrivée de Ben, mais les invite néanmoins à dîner. Lorsque la conversation vient à porter sur la guerre, Ben, lui aussi un ancien Confédéré, déclare préférer désormais les compromis et la paix. Le lendemain matin, la diligence repart, mais les soldats qui l'escortent sont en fait des hommes de Slayton. En plein milieu du désert, ils arrêtent la voiture et tuent le conducteur. Slayton dévoile alors sa véritable identité et, lorsque Ben tente de s'interposer, lui tire dessus, le laissant pour mort. Les hors-la-loi partent alors avec l'argent et emmènent Jennifer avec eux. Plus tard, après que Jess a mis en doute la nécessité d'emmener Jennifer, Slayton le fait ligoter et le laisse en plein soleil avant de partir. Pendant ce temps, Ben a repris ses esprits et, après avoir retrouvé un des chevaux de l'attelage, suit la piste des bandits jusqu'à leur cachette, où il trouve Jess, inconscient. Il le ranime et apprend que le gang est en route pour leur cachette au Mexique. Ils partent à leur poursuite, bientôt rejoints par Johash, un Indien dont la sœur est morte à cause de Slayton...

## Fiche technique
- Titre original : Gun Fury
- Titre : Bataille sans merci
- Réalisation : Raoul Walsh
- Scénario : Irving Wallace et Roy Huggins, d'après le roman Ten Against Caesar de George Granger, Robert A. Granger et Kathleen B. Granger
- Direction artistique : Ross Bellah
- Décors : James Crowe
- Photographie : Lester White
- Son : Josh Westmoreland
- Musique : Mischa Bakaleinikoff (direction musicale), Arthur Morton (non crédité)
- Montage : James Sweeney et Jerome Thoms
- Production : Lewis J. Rachmil
- Société de production : Columbia Pictures
- Société de distribution : Columbia Pictures
- Pays de production :  États-Unis
- Langue originale : anglais, espagnol
- Image : couleur (Technicolor)
- Ratio écran : 1.37:1 Open Matte - Diffusion en salles en 1,85:1 (Columbia 3-D)
- Son : Mono (RCA Sound System)
- Pellicule : 35 mm
- Genre : Western
- Durée : 83 minutes
- Date de sortie : 
  - États-Unis :  30 octobre 1953
  - France : 6 août 1958

## Distribution
- Rock Hudson (VF : Roland Ménard) : Ben Warren
- Donna Reed (VF : Jacqueline Ferrière) : Jennifer Balland
- Philip Carey (VF : Jacques Beauchey) : Frank Slayton
- Roberta Haynes (VF : Lita Recio) : Estella Morales
- Leo Gordon (VF : Jacques Erwin) : Jess Burgess
- Lee Marvin (VF : Lucien Bryonne) : Blinky
- Neville Brand : Brazos
- Ray Thomas : Doc
- Phil Rawlins : Jim Morse
- Forrest Lewis (VF : Jean Daurand) : Weatherby
- Robert Herron (VF : Hubert Noël) : "Curly" Jordan
- Jim Hayward (non crédité) : le barman

## DVD
Le film a fait l'objet d'une sortie sur le support DVD en France :
- Bataille sans merci (DVD-9 Keep Case) édité par Sony Pictures et distribué par Sony Pictures Home Entertainment dans la collection Columbia Western Classics sorti le 23 novembre 2005. Le ratio écran est en 1.37:1 4:3 d'origine. L'audio est en Français, Anglais, Allemand, Italien et Espagnol en 2.0 Mono Dolby Digital avec présence de sous-titres français et anglais. En supplément des bandes annonces de l'éditeur.La durée du film est de 83 minutes. La copie est remastérisée. Il s'agit d'une édition Zone 2 Pal[1].